# Unione Sanguis Christi
L'Unione Sanguis Christi (sigla U.S.C.) è un'associazione internazionale di fedeli di diritto pontificio.

## Storia
La Pia associazione in onore del Preziosissimo Sangue fu fondata nel 1808 presso la chiesa di San Nicola in Carcere a Roma dal canonico Francesco Albertini e fu elevata a congraternita da papa Pio VII.
Fu promossa da san Gaspare del Bufalo che considerò spiritualmente unita alla confraternita i suoi missionari del Preziosissimo Sangue.
Nel 1851 papa Pio IX pose la pia unione alle dirette dipendenze del moderatore generale dei missionari del Preziosissimo Sangue e nel 1951 papa Pio XII ne approvò gli statuti, successivamente aggiornati dopo il Concilio Vaticano II.
Il Pontificio consiglio per i laici riconobbe l'Unione Sanguis Christi come associazione internazionale di fedeli di diritto pontificio con decreto del 24 maggio 1988.

## Attività e diffusione
L'associazione promuove la diffusione della spiritualità del sangue di Cristo; collabora a varie iniziative a favore della vita e della dignità della persona umana.
La sede centrale è in viale di Porta Ardeatina a Roma.
L'associazione conta circa 10 800 membri ed è attiva in 5 Paesi.